# Blocul electoral „ACUM Platforma DA și PAS”
Blocul electoral „ACUM Platforma DA și PAS” (ACUM) a fost o alianță politică din Republica Moldova între două partide proeuropene și antioligarhice, Partidul Acțiune și Solidaritate și Platforma Demnitate și Adevăr formată cu scopul participării comune în cadrul alegerilor parlamentare din 24 februarie 2019.

## Istorie
Începând cu anul 2016 s-a vehiculat ideea consolidării forțelor proeuropene și antioligarhice, iar în 2017 partidele de opoziție, PAS și Platforma DA au anunțat că vor forma o platformă comună pentru următoarele alegeri parlamentare . De asemenea, consolidarea forțelor de opoziție  s-a reflectat și în desemnarea unui candidat comun din partea PAS și Platformei DA pentru alegerile prezidențiale din 2016 și pentru alegerile primarului de Chișinău din 2018. În urma invalidării alegerilor primarului, câștigate de candidatul comun Andrei Năstase, Partidul Acțiune și Solidaritate, Platforma DA și Partidul Liberal Democrat din Moldova au anunțat crearea Mișcării de Rezistență Națională „ACUM”. 
La 16 decembrie 2018 liderii PAS și Platformei DA, Maia Sandu și Andrei Năstase, au semnat acordul de constituire a Blocului electoral „ACUM Platforma DA și PAS” pentru alegerile parlamentare din 24 februarie 2019, iar pe 21 decembrie blocul electoral a fost înregistat de Comisia Electorală Centrală în calitate de concurent electoral. Ulterior Partidul Liberal Democrat s-a alăturat blocului „ACUM DA PAS”, iar unii reprezentanți ai PLDM s-au regăsit în lista candidaților blocului pe circumscripția națională, iar alții vor candida din partea blocului în unele circumscripții uninominale. La rândul său Partidul Liberal Reformator și Partidul Unității Naționale au declarat susținerea necondiționată a blocului.
În toamna anului 2019, după alegerile locale din 20 octombrie, PAS s-a retras din blocul electoral ACUM, expunând faptul că blocul electoral s-a rezumat doar la perioada electorală.

## Structura
În conformitate cu Acordul de constutuire a blocului, Blocul electoral „ACUM Platforma DA și PAS” a fost condus de Consiliul Politic constituit din 8 membri dintre care:
1. 2 Copreședinți ai Consiliului Politic – Maia Sandu și Andrei Năstase; copreședinții Consiliului Politic sunt și copreședinții Blocului electoral;
2. 6 membri ai Consiliului Politic – Liliana Nicolaescu-Onofrei, Igor Grosu, Mihai Popșoi, Alexandru Slusari, Inga Grigoriu, Chiril Moțpan.

## Rezultate electorale

### Alegeri parlamentare
| Anul alegerilor | voturi  | % din voturi | mandate obținute | +/- |
| --------------- | ------- | ------------ | ---------------- | --- |
| 2019            | 380.180 | 26,84        | 26 / 101         | ▲26 |

### Alegeri locale

#### Consilii raionale și municipale
| Anul alegerilor | voturi  | % din voturi | mandate obținute | +/-   |
| --------------- | ------- | ------------ | ---------------- | ----- |
| 2019            | 253.008 | 23.53        | 263 / 1108       | ▲ 263 |

#### Primari
| Anul alegerilor | primari | % din tot. primar. | mandate obținute | +/-   |
| --------------- | ------- | ------------------ | ---------------- | ----- |
| 2019            | 172     | 19.1               | 172 / 898        | ▲ 172 |

Parlamentare Proporționale 2019
Parlamentare Uninominale 2019
Locale 2019

## Legăturiexterne
- Site-ul Blocului electoral „ACUM Platforma DA și PAS” Arhivat în 3 februarie 2020, la Wayback Machine.